# Carolyn Leigh
Pour les articles homonymes, voir Leigh.
Carolyn Leigh (née le 21 août 1926 à New York, morte le 19 novembre 1983) est une auteur-compositeur américaine. Elle a composé pour des comédies musicales de Broadway, des musiques de film et des chansons populaires. Elle est connue en particulier pour avoir écrit avec Cy Coleman des standards tels que Witchcraft et The Best Is Yet to Come. Avec Johnny Richards elle a écrit le succès Young at Heart présent dans le film Un amour pas comme les autres avec Frank Sinatra.

## Biographie
Née dans le Bronx à New York, elle a étudié au Queens College et à l'Université de New York, puis a travaillé pour des radios et des agences de publicité. Elle écrit pour des comédies musicales de Broadway, dont Peter Pan en 1954, Wildcat, Little Me, et How Now, Dow Jones. Elle a écrit les paroles de plusieurs musiques de film, dont Le Cardinal en 1963 et Father Goose en 1964. Elle meurt d'une crise cardiaque en 1983, alors qu'elle travaillait sur une comédie musicale intitulée Smile (en).

## Nominations et récompenses
- Nommée pour le Grammy Award de la chanson de l'année en 1950 pour Witchcraft interprétée par Frank Sinatra
- Tony Award de la meilleure partition originale pour Little Me (1963) et How Now, Dow Jones (1968)